# Pocket Gamer
Pocket Gamer là một trang web trò chơi điện tử tập trung vào các trò chơi di động, di động và cầm tay. Trang web ra mắt vào năm 2005 và được xuất bản và sở hữu bởi công ty Steel Media Ltd của Vương quốc Anh. Trang web này bao gồm tất cả các định dạng trò chơi di động và di động chính, bao gồm iPhone, iPod, iPad, MacBook, Pokémon GO Plus, Android, Nintendo Switch và các loại khác. Đây là một trong những sản phẩm đầu tiên bao phủ thị trường game iPhone. Ấn phẩm cũng trao giải thưởng cho các trò chơi cầm tay để công nhận chúng ở một số hạng mục. Tờ báo The Guardian của Anh đã có lúc tổng hợp danh sách các trò chơi di động được đề xuất từ Pocket Gamer, đặc biệt là danh sách các trò chơi được đề xuất cho mỗi tháng. Trong những năm kể từ khi ra mắt, Steel Media Ltd đã tạo ra nhiều thương hiệu phụ, bao gồm trang web PocketGamer.biz đối mặt với ngành và một loạt hội nghị có tên Pocket Gamer Connects.
Nhà xuất bản Steel Media Ltd. của nó đã được Enthusiast Gaming mua lại vào năm 2019.

## Lịch Sử
Ra mắt vào tháng 4 năm 2005 với phụ đề "chơi khi bạn đi", Pocket Gamer bắt đầu cung cấp phạm vi biên tập chuyên nghiệp về các định dạng chơi trò chơi trên thiết bị di động và thiết bị cầm tay mà họ coi là tương lai của trò chơi. Khi ra mắt, trang web tập trung vào điện thoại di động (java và brew), Nokia N-Gage, sê-ri Game Boy của Nintendo cũng như Nintendo DS mới ra mắt sau đó. Họ cũng đề cập đến PDA và những kẻ giả danh bảng điều khiển cầm tay như Gizmondo và Tapwave Zodiac. Sony PSP đã được thêm vào trang web ngay sau đó. Khi iPhone của Apple xuất hiện vào tháng 6 năm 2007, tiếp theo là sự ra mắt tiếp theo của iPod Touch vào tháng 9 năm 2007 và App Store vào tháng 7 năm 2008, nó ngày càng chiếm ưu thế trong chương trình biên tập. Sau đó, trang web đã thêm Nintendo 3DS, PlayStation Vita, Android, BlackBerry, Windows Phone 7, MeeGo và Palm vào danh sách các định dạng được đề cập, mặc dù sau đó nó chỉ tập trung vào iOS và Android, cùng với Nintendo Switch ở chế độ di động.
Vào tháng 10 năm 2007, Pocket Gamer ra mắt tạp chí Pocket Gamer Guide to Mobile Games, lần đầu tiên được giới thiệu bởi T-Mobile, nơi nó được xuất bản hai tháng một lần tại tất cả các cửa hàng của họ ở Vương quốc Anh. Nó dự kiến sẽ có số lượng phát hành là 150.000 bản. Phiên bản kỹ thuật số của Pocket Gamer cũng có sẵn trên các trang web của Vodafone và 3 Vương quốc Anh. Vào tháng 5 năm 2008, công ty Steel Media của Anh (người sáng lập trang web Pocket Gamer) thông báo rằng họ đã hợp tác với O2 để sản xuất tạp chí Pocket Gamer Guide cho Mobile Games, đã có số lượng in ban đầu là 500.000 bản và được cung cấp trên toàn O2 Vương quốc Anh. các cửa hàng, biến O2 trở thành mạng di động thứ 4 của Vương quốc Anh giới thiệu tạp chí Pocket Gamer. Vào tháng 5 năm 2008, số lượng phát hành của tạp chí đạt 700.000 bản, với tổng số độc giả là 1,5 triệu người khi bao gồm cả độc giả trên web và WAP, đồng thời tổng hợp các bài đánh giá cho Vodafone live! và Câu lạc bộ Samsung Fun.

### Tác giả khách trong quá khứ
- Ray Sharma
- Si Shen
- Rick Marazzani
- Tak Fung

## Giải Thưởng
Kể từ năm 2010, Giải thưởng Pocket Gamer được trao hàng năm vào tháng 3 cho các trò chơi điện tử dành cho iPhone, thiết bị di động và thiết bị cầm tay ở 11 hạng mục mỗi hạng mục. Trang web cũng thường xuyên xuất bản các tính năng giới thiệu 10 trò chơi hay nhất cho từng loại thiết bị, theo thể loại.
Đối với năm 2010, trên iPhone, Firemint giành giải "Nhà phát triển xuất sắc nhất", Gameloft giành giải "Nhà xuất bản xuất sắc nhất" và Flight Control giành giải "Trò chơi của năm". Đối với các thiết bị di động khác, Digital Chocolate giành giải "Nhà phát triển xuất sắc nhất", Electronic Arts giành giải "Nhà xuất bản xuất sắc nhất" và Mystery Mania giành giải "Trò chơi của năm". Trong số các thiết bị cầm tay, Rockstar Leeds giành giải "Nhà phát triển xuất sắc nhất", Nintendo giành giải "Nhà xuất bản xuất sắc nhất" và Grand Theft Auto: Chinatown Wars giành giải "Trò chơi của năm". Grand Theft Auto: Chinatown Wars cũng đã giành được giải thưởng "Trò chơi của năm" tổng thể.
Hạng mục People's Choice của Giải thưởng Trò chơi Di động hàng năm của Steel Media Ltd được bình chọn bởi độc giả của Pocket Gamer.
Pocket Gamer đã được tờ Guardian liệt kê là một trong 100 trang web hàng đầu trong hai năm hoạt động cũng như có tên trong 5 trang web chơi game hàng đầu của tờ báo The Sunday Times.

## Tệp âm thanh
Pocket Gamer ra mắt Pocket Gamer Podcast hàng tuần vào ngày 1 tháng 12 năm 2008, bao gồm tổng hợp các câu chuyện tin tức lớn nhất từ thế giới trò chơi iOS và Android, cùng với thông tin về các bản phát hành mới nhất. Mặc dù ban đầu là một podcast video, nhưng định dạng chỉ thay đổi thành âm thanh vào ngày 18 tháng 5 năm 2009. Chương trình đã có nhiều người dẫn chương trình và hiện do James Gilmour chỉ đạo với sự đóng góp thường xuyên của các thành viên khác trong nhóm, bao gồm cả Matthew Forde và Dann Sullivan.